# كازيميرز ليسكي
كازيميرز ليسكي (بالبولندية: Kazimierz Leski)، المعروف باسمه المستعار «برادل» (21 يونيو 1912- 27 مايو 2000)، مهندس بولندي ومصمم مشارك للغواصات البولندية (أو آر بّي شيب 1938) و (أو آر بّي أورزيل)، وطيار مقاتل، وضابط استخبارات في الجيش الوطني أثناء الحرب العالمية الثانية وفي الاستخبارات المضادة.
يُنسب إليه الفضل في الحرب العالمية الثانية، إذ كان لديه 25 رحلة على الأقل عبر أوروبا التي تسيطر عليها ألمانيا، وعادة ما كان يرتدي زِيّ لواءٍ في قوات الدفاع الألمانية فيرماخت.
بعد الحرب، سُجن من قبل السلطات الشيوعية في بولندا. أمضى سبع سنوات في انتظار تنفيذ حكم الإعدام فيه قبل أن يُعاد تأهيله في عام 1956. ليستأنف عمله كمهندس.

## نشأته
وُلد كازيميرز ليسكي في وارسو في 21 يونيو 1912. كان والده الرائد يوليوس ليسكي مهندسًا ورائدًا في صناعة الأسلحة في بولندا. بعد الحرب البلشفية البولندية. على أية حال،  زالت عنه النعمة بعد انقلاب مايو 1926، عندما بقي مخلصًا للحكومة. ولهذا السبب، كان على كازيميرز العمل كعامل في السكك الحديدية لدفع تكاليف دراسته في كلية فافلبرغ وروتواند في وارسو. و حصل على وظيفة بسيطة في مسبك ذخائر بوتشيسك. لدراسة الكتب الاحترافية، تعلم اللغة الإنجليزية والروسية والألمانية -قدرات أثبتت في ما بعد أنها لا تُقدر بثمن. وقد تعلم الفرنسية في وقت مبكر.

## مهندس
فور تخرجه في عام 1936، عُرِضت عليه وظيفة في مكتب تصميم نيديرلاندسي فيرينيجد شيبسبو بوريوس في لاهاي. كانت الشركة بمثابة مكتب التصميم الرائد في هولندا، إذ عملت على جميع أحواض بناء السفن البحرية الرئيسية في البلاد. عمل ليسكي في البداية كرسام، تعلم اللغة الهولندية، ما سمح له بالارتقاء بسرعة في صفوف مكتب التصميم. تسارعت حياته المهنية في صناعة بناء السفن الهولندية بشكل كبير نتيجة لفوز هولندا بعقد بناء غواصتين عصريتين من طراز أورزيل للبحرية البولندية. بدأ دراسات إضافية في الكلية البحرية بجامعة دلفت للتكنولوجيا وأصبح أحد رؤساء قسم الغواصات في نيديرلاندسي فيرينيجد شيبسبو بوريوس، حيث كان مسؤولًا عن مقارنة المشاريع مع الآلات المتوفرة. بعد أن حصل على براءة اختراع لتركيب جديد لقنوات الخزانات الرئيسية للسفن، رُقي وأصبح متخصصًا مستقلًا. بعد ذلك بفترة وجيزة أصبح ليسكي المصمم الرئيسي للغواصات من فئة أورزيل، والتي تمخضت لاحقًا عن غواصة (أو آر بّي شب 1938) وغواصة (أو آر بّي أورزيل)، بالإضافة إلى ذلك، حصل على منصب نائب المهندس الرئيسي نيميير.
بعد اكتمال الأعمال على سلسلة السفن، قرر ليسكي العودة إلى بولندا، حيث التحق بالجيش البولندي وتخرج من مدرسته الثالثة: مدرسة الطيران التابعة لـ (إن سي أو) في ديبلين.

## بداية الحرب
نتيجة لتحشيده قبل الغزو الألماني لبولندا عام 1939، انضم إلى القوات الجوية البولندية. في 17 سبتمبر 1939 أسقط السوفييت طائرته من نوع لوبلان، وأصيب ليسكي بجروح خطيرة. بعد فترة وجيزة، احتُجز كأسير حرب من قبل الجنود السوفييتيين ولكنه تمكن من الفرار والوصول إلى لفيف. من هناك عبر الحدود السوفييتية-الألمانية الجديدة «حدود السلام»، وفي أكتوبر 1939 نُقل إلى وارسو، حيث انضم إلى منظمة الفرسان السرية، المنظمة التي دُمجت لاحقًا بالجيش الوطني، والتي كانت منظمة كادر عسكرية تركز أساسًا على الاستخبارات. وهكذا أصبح ليسكي -الذي ما زال يعاني من الجروح التي تلقاها في سبتمبر عام 1939 فأصبح غير صالح للخدمة الأمامية في وحدات الغابات- ضابط مخابرات بارز في الفرسان وبعد ذلك مع الجيش الوطني.
تضمنت أهم إنجازاته قائمة كاملة بالوحدات العسكرية الألمانية وشاراتها وأرقامها وتصرفاتها. وقد أعدّ هو وخليته تقارير مفصلة عن الخدمات اللوجستية والنقل للوحدات الألمانية المتجهة إلى الجبهة الشرقية، وعن حالة الجسور والسكك الحديدية والطرق في أوروبا التي تسيطر عليها ألمانيا. بدأت وحدة ليسكي أيضًا العمل على تطوير شبكة اتصالات تمتد عبر أوروبا التي تحتلها ألمانيا من بولندا إلى البرتغال وفرنسا، وأخيرًا الحكومة البولندية في المنفى في المملكة المتحدة.

## التنكر
في عام 1941 قام ليسكي برحلته الأولى كجاسوس إلى فرنسا. تظاهر فيها بأنه ملازم في فيرماخت. على أية حال، قرر ترقية نفسه إلى رتبة جنرال في جميع الرحلات الأخرى من أجل أن يكون قادرًا على السفر في الدرجة الأولى، إذ أن جروحه جعلت سفره مستحيلًا في عربات السكك الحديدية المزدحمة في الدرجة الثالثة. باسم جنرال يوليوس فون هالمان، تمكن من عبور أوروبا عدة مرات على التوالي دون الكشف عن هويته الحقيقية. وسمح له التنكر وتكلم لغات عديدة بطلاقة ووثائقه المزورة بشكل ممتاز بمشاهدة العديد من الأحداث التي لم يخطط لها. من بينها الزيارة التي قام بها في عام 1942 إلى موقع بناء الجدار الأطلسي، والتي أصبحت ممكنةً لأنه أقنع أحد الركاب في سيارته بأن رؤساءه قد يرغبون في بناء خط مشابه من التحصينات في أوكرانيا. في مناسبة أخرى، زار الفريق الميداني التابع للمارشال جيرد فون روندشتيدت. بصرف النظر عن خدمته في الاستخبارات والاستخبارات المضادة، تولى أيضًا رئاسة خلية تركز على تهريب المعلومات والأشخاص داخل السجون الألمانية وخارجها في بولندا المحتلة، لا سيما سجن باوياك سيء السمعة.

## انتفاضة وارسو
عند اندلاع انتفاضة وارسو في أغسطس 1944، لم يكلَّف كازيميرز ليسكي. ومع ذلك، شكل مع مجموعة من المتطوعين كتيبة مشاة باسم ميلوس، وأصبح قائدًا لفرقتها الأولى، برادل. قاتلت الوحدة بامتياز في ساحة الصلبان الثلاثة في مركز مدينة وارسو. تثمينًا لشجاعته، رُقي ليسكي إلى نقيب ومُنح العديد من الأوسمة، بما في ذلك وسام التميز العسكري الفضي وصلبان الاستحقاق الذهبية والفضية مع السيوف وثلاثة صلبان للشجاعة.
بعد انتهاء الانتفاضة، تمكن ليسكي من الفرار من طابور من السجناء، وعاد إلى الأرض متظاهرًا بأنه مدنيًا. أصبح قائدًا للمنطقة الغربية للجيش الوطني وبعد ذلك رئيسًا لوفد القوات المسلحة لبولندا.

## السجن الشيوعي
بعد الاستيلاء الشيوعي على بولندا، فكك شبكته السرية تدريجيًا وانتقل إلى غدانسك. كعضو في منظمة الاستقلال البولندية المناهضة للشيوعية، تحت الاسم المزيف ليون يوتشنيويتش، أصبح أول مدير إداري في مصنع سفن غدانسك المهدم. وشملت مهامه إعادة إعمار مصنع بناء السفن، الذي دمرته الغارات الجوية التي شنها الحلفاء والألمان المنسحبون. في أغسطس 1945 حصل على أعلى جائزة مدنية للنظام الشيوعي، لكن في وقت لاحق من نفس اليوم اعتقلته الشرطة السرية، نتيجة اكتشافها لهويته الحقيقية.
بتهمة محاولة الإطاحة بالنظام، حُكِم عليه بالسجن لمدة 12 عامًا. خُفف الحكم في وقت لاحق إلى ست سنوات. ومع ذلك، في عام 1951 لم يطلق سراحه. بدلًا من ذلك، اتُهم بالتعاون مع قوات الاحتلال الألمانية واحتُجز في الحبس الانفرادي وتعرض للتعذيب الوحشي.

## إعادة التأهيل
بعد وفاة الزعيم السوفييتي جوزيف ستالين (1953) والزعيم البولندي بوليساو بيروت (1956)، أُطلق سراح ليسكي وأُعيد تأهيله بعد فترة قصيرة. ومع ذلك، لم يستطع العثور على وظيفة، إذ واصلت السلطات الشيوعية في بولندا النظر إلى الجنود السابقين للجيش السابق بريبة. كان عليه أن يتخلى عن العمل في صناعة بناء السفن لذا عمل ككاتب في دار نشر بي دبليو تي. في نهاية المطاف أصبح عضوًا في أكاديمية العلوم البولندية. حصل على درجة الدكتوراه، ولأسباب سياسية لم يستطع الحصول على رتبة أستاذ عن عمله في التحليل المحوسب لرموز اللغات الطبيعية. ومع ذلك، واصل عمله العلمي، ونشر سبعة كتب وأكثر من 150 مطبوعة أخرى. وحاز أيضًا على براءات اختراع. وحصل على تكريم «الصالحين بين الأمم» من قبل ياد فاشيم في عام 1995.
لم يكن معروفًا للعامة، في عام 1989 - بعد انتصار حركة التضامن وسقوط النظام الشيوعي - نشر مذكراته التي أصبحت ضمن أكثر الكتب مبيعًا. حصل على جائزة نادي الكتاب والروائيين والشعراء وجائزة جمعية الكتاب البولنديين في المنفى.
تُوفي في 27 مايو 2000، ودُفن مع مرتبة الشرف العسكرية في مقبرة بوازكي في وارسو.